# Большая Мартайка
Большая Мартайка — река в России, протекает в Красновишерском районе Пермского края. Устье реки находится в 48 км по левому берегу реки Велс. Длина реки составляет 18 км. В верховьях также называется Сибирёвская Мартайка.
Исток реки на главном хребте Северного Урала, по которому здесь проходит граница Европы и Азии, а также водораздел Волги и Оби. Большая Мартайка стекает с западного склона хребта Поповский Увал (756 м НУМ), на другом склоне берёт начало река Ивдель. Исток Большой Мартайки находится примерно в километре от границы со Свердловской областью. Течёт на юго-запад, всё течение проходит в ненаселённой местности среди гор и холмов, покрытых тайгой. Течение имеет горный характер. В среднем течении река протекает по долине между горой Мартай (1130 м НУМ) и горой Караульная Сопка (793 м НУМ). Приток — Фёдоровская Мартайка (левый), до её впадения Большая Мартайка обозначается на картах как Сибирёвская Мартайка. Впадает в Велс в 27 км к северо-востоку от посёлка Велс.

## Данные водного реестра
По данным государственного водного реестра России относится к Камскому бассейновому округу, водохозяйственный участок реки — Кама от водомерного поста у села Бондюг до города Березники, речной подбассейн реки — бассейны притоков Камы до впадения Белой. Речной бассейн реки — Кама.
По данным геоинформационной системы водохозяйственного районирования территории РФ, подготовленной Федеральным агентством водных ресурсов:
- Код водного объекта в государственном водном реестре — 10010100212111100004310
- Код по гидрологической изученности (ГИ) — 111100431
- Код бассейна — 10.01.01.002
- Номер тома по ГИ — 11
- Выпуск по ГИ — 1